# Нарожье (Семёновский район)
Нарожье (укр. Наріжжя) — село, Нарожанский сельский совет, Семёновский район, Полтавская область, Украина.
Код КОАТУУ — 5324584601. Население по переписи 2001 года составляло 469 человек.
Является административным центром Нарожанского сельского совета, в который, кроме того, входят сёла Матвеевка и Новый Калкаев.

## Географическое положение
Село находится на левом берегу реки Сула, выше по течению на расстоянии в 5 км расположено село Матвеевка, ниже по течению на расстоянии в 1,5 км расположено село Старый Калкаев, на противоположном берегу — село Плехов (Оржицкий район).
Река в этом месте извилистая, образует лиманы, старицы и заболоченные озёра.

## История
- XVIII век — дата основания села[2].
- Имеется на карте 1812 года[3]

## Экономика
- ЧП «Нарожье».
- Коммунальный оздоровительный лагерь «Свитанок».

## Объекты социальной сферы
- Школа І—ІІ ст.

## Известные уроженцы
- Верховский, Евгений Фёдорович — Герой Советского Союза.